# Xiong Dun
Xiong Dun (xinès simplificat: 熊頓, pinyin: Xióng Dùn; Lishui, 19 d'octubre de 1982 - 16 de novembre de 2012), més coneguda com Xiang Yao (xinès simplificat: 項瑤, pinyin: Xiàng Yáo), fou una dibuixant xinesa coneguda documentar la seua experiència amb el limfoma no Hodgkinià a un webcòmic. La seua història es va adaptar pòstumament en la pel·lícula xinesa Go Away Mr. Tumor (Gun dan ba! Zhong liu jun).
Xiang Yao treballava com a il·lustradora per a una companyia de publicitat de Pequín, mentre creava còmics amb el nom de Xiong Dun, amb títols com A Bachelorette's Diary, Superwoman on Diet, Stories in City, i Maturing into Womanhood. Va publicar sis llibres de dibuixos. El seu estil es va comparar amb el de la dibuixant japonesa Naoko Takagi.
Xiong Dun va començar a experimentar símptomes que es van diagnosticar com a limfoma no hodgkinià a l'agost del 2011. Entre els motius, ella va culpar al fet de fer llargs torns de treball com a causa del seu estat de salut. Tot i la temàtica, el seu webcòmic sobre la malaltia es recopilà en llibre com Go to the Devil, Mr. Tumor (2013). La narració tenia un to optimista, amb il·lustracions divertides i observacions sobre el seu càncer i tractaments.
Xiong Dun va morir el novembre del 2012, als 30 anys. "La mort és només un resultat", va assegurar als seus seguidors. "Com viviu és el més important". Una pel·lícula basada en la seua vida i obra, Go Away Mr. Tumor, dirigida per Han Yan i protagonitzada per Bai Baihe i Daniel Wu, es va estrenar a la Xina el 2015, i es va considerar un èxit de taquilla. Wang Yichuan el va descriure com un exemple del tractament de l'alegria dins de la pena, habitual en les pel·lícules xineses d'aquella època.